# Oksana Pavlenko
Pour les articles homonymes, voir Pavlenko.
Oksana Pavlenko (en ukrainien : Оксана Трохимівна Павленко), née le 23 avril 1896 à Valyava (uk) et morte le 21 avril 1991 à Moscou, est une peintre muraliste, céramiste et d’icônes ukrainienne.

## Biographie

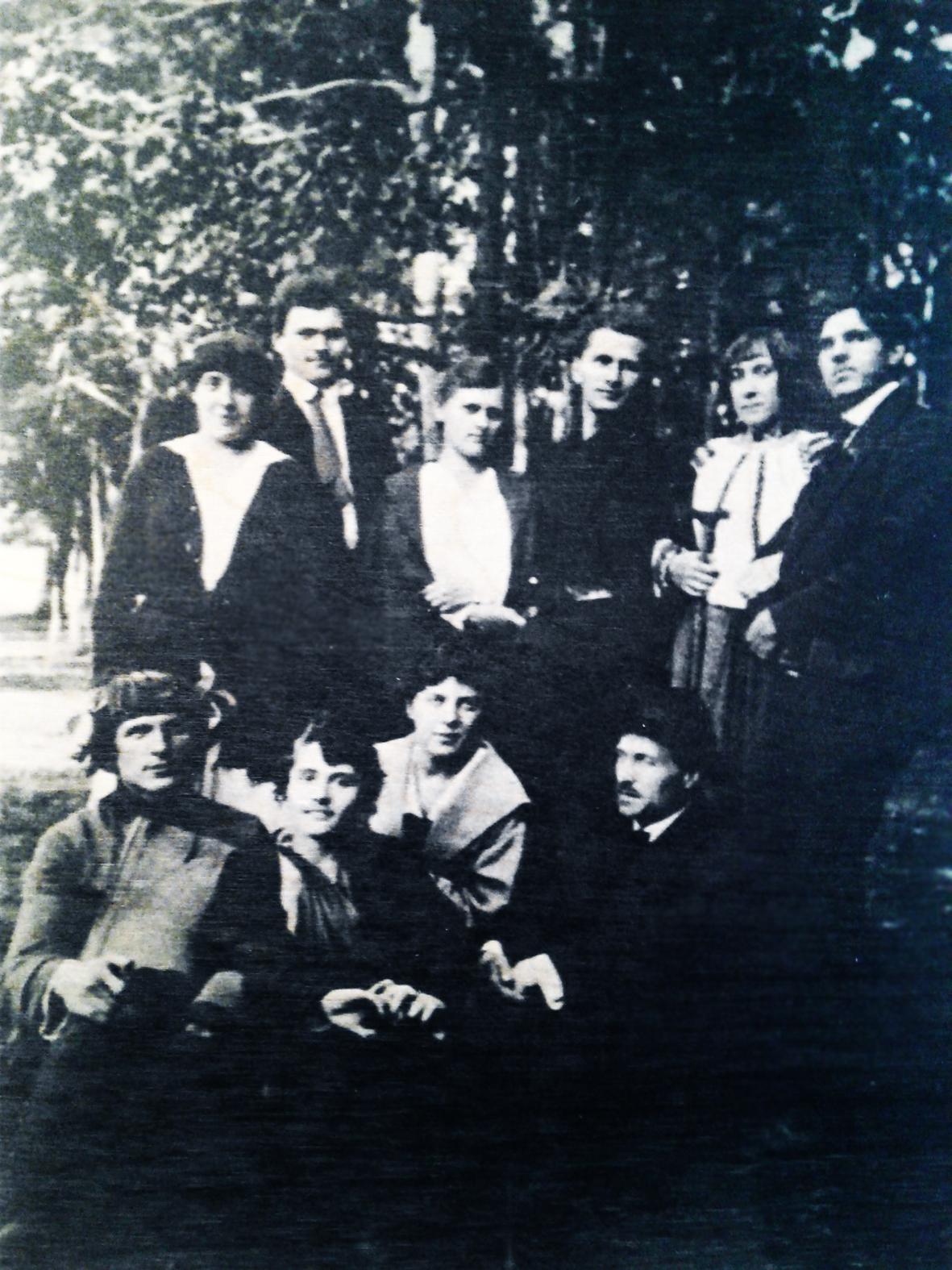
Assis : Ivan Padalka, Olena Krychevska, A. Lyssetska (?), Mykhaïlo Boïtchouk : debout : Maria Trubetska, Tymofiy Boïtchouk, O. Prossyanichenko. Serhiy Kolos, Antonina Ivanova, Robert Lisovskyi, à Kiev sur une photographie de 1920.

Oksana Pavlenko fait ses études au gymnase pour filles de Tcherkassy avant d'aller à l'École d'art de Kiev (uk) entre 1914 et 1917 sous la direction de Fotij Krassytskyi (uk). Elle rencontre alors Anatol Petrytsky, Kostiantyn Yeleva (uk) et Ivan Padalka (en).
Elle fait partie de l'Avant-garde ukrainienne.

## Œuvre
Avec Béla Uitz (en), elle dirige l'atelier expérimental de peintures murales pour le projet de construction du palais des Soviets à Moscou, dont la construction est interrompue en 1941 ; elle réside à Moscou à partir de ce moment.